# Бакистаун (Мериленд)
Бакистаун (енгл. Buckeystown) насељено је место без административног статуса у америчкој савезној држави Мериленд.

## Демографија
По попису из 2010. године број становника је 1.019.
| Група             | 2000.    | 2010.       |
| Белци             | 0 (0,0%) | 960 (94,2%) |
| Афроамериканци    | 0 (0,0%) | 10 (1,0%)   |
| Азијати           | 0 (0,0%) | 13 (1,3%)   |
| Хиспаноамериканци | 0 (0,0%) | 28 (2,7%)   |
| Укупно            | 0        | 1.019       |